# Волф, Ингрид
Ингрид Имелда Волф (нидерл. Ingrid Imelda Wolff, 17 февраля 1964, Гаага, Нидерланды) — нидерландская хоккеистка (хоккей на траве), полевой игрок. Бронзовый призёр летних Олимпийских игр 1988 года, участница летних Олимпийских игр 1992 года, чемпионка мира 1990 года, чемпионка Европы 1987 года.

## Биография
Ингрид Волф родилась 17 февраля 1964 года в нидерландском городе Гаага.
Играла в хоккей на траве за «Амстердамсе» и ХДМ из Гааги.
В 1987 году завоевала золотые медали чемпионата Европы в Лондоне.
В 1988 году вошла в состав женской сборной Нидерландов по хоккею на траве на летних Олимпийских играх в Сеуле и завоевала бронзовую медаль. Играла в поле, провела 5 матчей, мячей не забивала.
В 1990 году завоевала золотую медаль чемпионата мира в Сиднее.
В 1991 году стала бронзовым призёром Трофея чемпионов в Берлине.
В 1992 году вошла в состав женской сборной Нидерландов по хоккею на траве на летних Олимпийских играх в Барселоне, занявшей 6-е место. Играла в поле, провела 5 матчей, мячей не забивала.
В 1985—1992 годах провела за сборную Нидерландов 107 матчей, забила 33 мяча.